# Цзянсі
Цзянсі (кит. 江西, піньїнь: Jiāngxī) — провінція на південному сході КНР. Столиця і найбільше місто — Наньчан. Населення — 42,84 млн (13-те місце серед провінцій; дані 2004 р.).

## Географія
Площа 166 900 км² (18-те місце).
У провінції знаходяться національні парки Саньціншань і Лушань.

## Адміністративний поділ
Провінція Цзянсі поділяється на одинадцять міських округів:
| Карта | #             | Українська назва | Китайська назва | Піньїнь |
| ----- | ------------- | ---------------- | --------------- | ------- |
|       | Міські округи |                  |                 |         |
| 1     | Наньчан       | 南昌市           | Nánchāng Shì    |         |
| 2     | Фучжоу        | 抚州市           | Fǔzhōu Shì      |         |
| 3     | Ганьчжоу      | 赣州市           | Gànzhōu Shì     |         |
| 4     | Цзіань        | 吉安市           | Jí'ān Shì       |         |
| 5     | Цзіндечжень   | 景德镇市         | Jǐngdézhèn Shì  |         |
| 6     | Цзюцзян       | 九江市           | Jiǔjiāng Shì    |         |
| 7     | Пінсян        | 萍乡市           | Píngxiāng Shì   |         |
| 8     | Шанжао        | 上饶市           | Shàngráo Shì    |         |
| 9     | Сіньюй        | 新余市           | Xīnyú Shì       |         |
| 10    | Їчунь         | 宜春市           | Yíchūn Shì      |         |
| 11    | Їнтань        | 鹰潭市           | Yīngtán Shì     |         |

## Історія
Провінція розташована повздовж річки Гань, у давні часи через цю територію проходив шлях у південні частини Китаю. Цей коридор був одним з небагатьох зручних шляхів серед гір.
У стародавньому Китаї ця територія не входила до головних утворень китайської цивілізації, але за припущенням тут жив народ юе. Пізніше тут знаходилась західна частина царства У. Тоді збереглися записи про два міста Ай (艾) та По (番, потім 潘). Коли територія царства У була зайнята царством Юе, північна частина була захоплена царством Чу. У 333 до н. е. Чу перемогло, а в 221 до н. е. територія провінції увійшла до імперії Цинь.
Область почала активно розвиватися, переселенці створили багато населених пунктів, які збереглися дотепер.
При утворенні держави Хань була об'єднана територія з восьми повітів, що приблизно становить сучасну провінцію Цзянсі, під назвою Ючжан.
За часів династії Тан була утворена провінція Цзяннань, яка, згідно з її назвою («на південь від річки»), займала територію на південь від річки Янцзи, включаючи і сучасну провінцію Цзянсі. У 733 провінція Цзяннань була розділена на західну та східну, західна частина отримала назву Цзянсі («на захід від річки»).
Після повалення династії Цин провінція стала опорою китайських комуністів та селян, що приєдналися до революції. 1 серпня 1927 відбулось Наньчанське повстання. Пізніше частину провінції зайняли комуністи, в 1931 була утворена Китайська Радянська Республіка з центром у Жуйцзіні, який називали «Червоною столицею». У 1935 комуністи після серії поразок були витіснені, після чого почався Великий Похід Восьмої армії у Яньань.

## Культура

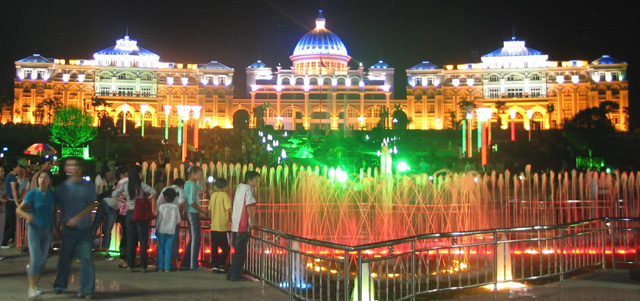
Площа Сторіччя у Пінцяні.

- У провінційному місті Сіньюй народився відомий художник Фу Баоші (1904—1965).